# Bloudkova velikanka
Die Bloudkova velikanka (dt. Bloudeks Großschanze) ist eine ursprünglich 1934 eröffnete und 2011/2012 komplett umgebaute Skisprungschanze in Planica. Sie ist eine von acht Schanzen im Nordischen Zentrum Planica. Auf der Schanze wurden bis 1948 insgesamt 10 offizielle Skiflugweltrekorde aufgestellt.

## Geschichte
1931 begann der Schanzenarchitekt Stanko Bloudek mit den Planungen einer Skisprungschanze mit einem Konstruktionspunkt von 80 Metern, größer waren Schanzen nach damaligen FIS-Regeln nicht erlaubt. Da ihm beim Grunderwerb das Geld ausging, übernahm Ingenieur Ivan Rožman, der auch eine Baufirma besaß, und entwarf sogar eine K 90, die von Oktober bis Dezember 1933 gebaut wurde. Vom 23. bis 26. März 1934 fand die Einweihung der Flugschanze statt. Birger Ruud sprang am 26. März 1934 mit 92 Metern einen neuen Weltrekord.
Bloudek ließ die Schanze zwischen dem 3. und 13. März 1935 auf K 106 ausbauen und die FIS verlieh die zweithöchste Zertifizierung, was internationale Springen ermöglichte. So sprang am 15. März 1936 Josef Bradl auf der Bloudkova Velikanka als erster Springer der Welt über 100 Meter. Nach Instandsetzung und Renovierung der Großschanze ab 1945 wurde der letzte Weltrekord auf dieser Schanze vom Schweizer Fritz Tschannen 1948 mit 120 m aufgestellt.
Direkt neben der Großschanze wurde 1949 mit der Srednja Bloudkova (dt. Mittlere Bloudek) eine Normalschanze als K 90-Schanze errichtet.
In der Folgezeit verlor die Bloudkova Velikanka als Flugschanze an Bedeutung, da mit den 1950 eröffneten Heini-Klopfer-Skiflugschanze nahe Oberstdorf und der Skiflugschanze am Kulm modernere Anlagen für größere Weiten erbaut wurden. In Planica fanden Skiflugwettbewerbe erst ab 1969 wieder auf der in unmittelbarer Nähe neu erbauten Letalnica statt, während die Großschanze nur noch für den Weltcup genutzt wurde. 2001 wurde die Bloudkova Velikanka wegen Baufälligkeit gesperrt, während auf der Srednja Bloudkova weiterhin vor allem Continental Cup und Frauenwettbewerbe stattfanden.
Zwischen 2011 und 2013 wurden alle Schanzen für 25 Mio. Euro modernisiert und mit Matten belegt, sodass wieder Weltcups auf der Groß- und der Normalschanze stattfinden können. Zudem bewarb sich Planica für die aber nach Lahti vergebene Nordische Ski-WM 2017, wofür neben den Schanzen auch Langlaufloipen und weitere Infrastruktur erbaut wurden. Den ersten Sprung auf der Anlage absolvierten am 14. Oktober 2012 Aleš Hlebanja aus Rateče, dessen Großmutter eine der ersten war, die ihr Grundstück verkaufte, um den Bau der Anlage überhaupt zu ermöglichen, sowie Primož Peterka, der einen Tag zuvor bereits die Normalschanze getestet hatte. Beide sprangen parallel, Hlebanja auf der Groß- und Peterka auf der Normalschanze, den offiziellen Weihesprung. Am 3. Februar 2013 wurde die modernisierte Großschanze mit zwei Springen des Continental Cups eingeweiht. Erste Sieger auf der neugestalteten Schanze waren der Österreicher Stefan Kraft und der Pole Stefan Hula.

## Technische Daten
| Großschanze (HS 138) Bloudkova velikanka | Großschanze (HS 138) Bloudkova velikanka |
| ---------------------------------------- | --- |
| Erbaut                                   | alte Schanze: 1933 2011–2012 |
| Stillgelegt                              | 2001–2012 |
| Anlauf                                   | |
| Anlauflänge                              | 103,4 m |
| Anlaufgeschwindigkeit                    | 95,2 km/h |
| Schanzentisch                            | |
| Tischhöhe                                | 3,4 m |
| Tischlänge                               | 6,7 m |
| Aufsprung                                | |
| Hillsize                                 | 138 m |
| Konstruktionspunkt                       | 125 m |
| Juryweite                                | 138 m |
| Auslauf                                  | |
| Länge des Auslaufs                       | 97,7 m |
| Größe                                    | |
| Schanzenrekord                           | alte Schanze: Herren – 147,5 m Noriaki Kasai (22. März 1998) - - - - - - - - - - - - - - - - - - - - - - neue Schanze: Herren – 142,0 m Peter Prevc (23. März 2014) Damen – 135,0 m Sara Takanashi (22. März 2014) |

| Normalschanze (HS 102) Srednja skakalnica | Normalschanze (HS 102) Srednja skakalnica                                                                                     |
| ----------------------------------------- | --- |
| Erbaut                                    | 2011–2012 |
| Anlauf                                    | |
| Anlauflänge                               | 88,5 m |
| Anlaufgeschwindigkeit                     | 88,4 km/h |
| Schanzentisch                             | |
| Tischhöhe                                 | 2,4 m |
| Tischlänge                                | 6,4 m |
| Aufsprung                                 | |
| Hillsize                                  | 102 m |
| Konstruktionspunkt                        | 95 m |
| Juryweite                                 | 102 m |
| Größe                                     | |
| Schanzenrekord                            | Herren – 106,0 m Dejan Judež (16. Februar 2014) Andraž Pograjc (6. Januar 2019) Damen – 103,5 m Eva Pinkelnig (21. März 2024) |

## Entwicklung des Schanzenrekords
Hans Lahr (111 m) und Paul Krauß (112 m) stellten nicht die oft fälschlicherweise zitierten Weltrekorde auf. Denn beide sprangen in dieser Reihenfolge und erst nachdem Rudi Gering mit 118 Metern den Weltrekord aufgestellt hatte.
| Jahr            | Name               | Weite   |
| --------------- | ------------------ | ------- |
| 4. Februar 1934 | NN Jahr (premiere) | 55,0 m  |
| 4. Februar 1934 | Rado Istenič       | 55,0 m  |
| 4. Februar 1934 | Tone Dečman        | 56,0 m  |
| 4. Februar 1934 | Edo Bevc           | 55,0 m  |
| 4. Februar 1934 | Franc Palme        | 55,0 m  |
| 4. Februar 1934 | NN Jahr            | 62,0 m  |
| 4. Februar 1934 | Tone Dečman        | 62,5 m  |
| 23. März 1934   | Per G. Jonson      | 78,0 m  |
| 23. März 1934   | Birger Ruud        | 78,0 m  |
| 23. März 1934   | Sigmund Ruud       | 81,0 m  |
| 23. März 1934   | Sigmund Ruud       | 82,0 m  |
| 23. März 1934   | Gregor Höll        | 83,0 m  |
| 23. März 1934   | Radmond Sørensen   | 90,0 m  |
| 24. März 1934   | Birger Ruud        | 87,0 m  |
| 24. März 1934   | Sigmund Ruud       | 85,5 m  |
| 25. März 1934   | Birger Ruud        | 86,5 m  |
| 25. März 1934   | Gregor Höll        | 89,0 m  |
| 25. März 1934   | Sigmund Ruud       | 95,0 m  |
| 25. März 1934   | Birger Ruud        | 92,0 m  |
| 14. März 1935   | Reidar Andersen    | 93,0 m  |
| 15. März 1935   | Stanisław Marusarz | 95,0 m  |
| 15. März 1935   | Reidar Andersen    | 99,0 m  |
| 15. März 1935   | Reidar Andersen    | 99,0 m  |
| 15. März 1936   | Josef Bradl        | 101,5 m |
| 15. März 1938   | Josef Bradl        | 107,0 m |

| Jahr          | Name              | Weite   |
| ------------- | ----------------- | ------- |
| 2. März 1941  | Rudi Gering       | 108,0 m |
| 2. März 1941  | Heinz Palme       | 109,0 m |
| 2. März 1941  | Rudi Gering       | 118,0 m |
| 14. März 1948 | Janez Polda       | 120,0 m |
| 14. März 1948 | Charles Blum      | 121,0 m |
| 15. März 1948 | Fritz Tschannen   | 120,0 m |
| 8. März 1957  | Helmut Recknagel  | 120,0 m |
| 9. März 1957  | Helmut Recknagel  | 124,0 m |
| 25. März 1960 | Helmut Recknagel  | 124,5 m |
| 27. März 1960 | Helmut Recknagel  | 127,0 m |
| 25. März 1966 | Jiří Raška        | 129,0 m |
| 27. März 1966 | Peter Lesser      | 133,0 m |
| 27. März 1966 | Jiří Raška        | 130,0 m |
| 23. März 1973 | Adam Krzysztofiak | 130,0 m |
| 20. März 1976 | Alfred Grosche    | 130,0 m |
| 20. März 1976 | Lennart Selim     | 132,0 m |
| 22. März 1981 | Armin Kogler      | 134,0 m |
| 26. März 1993 | Noriaki Kasai     | 140,0 m |
| 27. März 1993 | Noriaki Kasai     | 140,0 m |
| 28. März 1993 | Noriaki Kasai     | 140,0 m |
| 24. März 1996 | Primož Peterka    | 140,0 m |
| 24. März 1996 | Primož Peterka    | 142,0 m |
| 24. März 1996 | Primož Peterka    | 142,0 m |
| 22. März 1998 | Noriaki Kasai     | 147,5 m |

## Internationale Wettbewerbe

### Großschanze (HS138)
Genannt werden alle internationalen und von der FIS organisierten Sprungwettbewerbe sowie die beiden Meisterschaften zur Eröffnung und Wiedereröffnung der Bloudkova velikanka.
| Datum              | Sportart              | Kategorie                                             | Schanze | 1. Platz                                                                    | 2. Platz                                                                                    | 3. Platz                                                               |
| ------------------ | --------------------- | ----------------------------------------------------- | ------- | --------------------------------------------------------------------------- | ------------------------------------------------------------------------------------------- | ---------------------------------------------------------------------- |
| 4. Februar 1934    | Skispringen, Männer   | Jugoslawische Meisterschaften (Offizielle Eröffnung)  | K90     | Franc Palme                                                                 | Bogo Šramel                                                                                 | Gregor Klančnik                                                        |
| 25. März 1934      | Skispringen, Männer   | Internationale                                        | K90     | Birger Ruud                                                                 | Sigmund Ruud                                                                                | Gregor Höll                                                            |
| 17. März 1935      | Skispringen, Männer   | Internationale                                        | K106    | Stanisław Marusarz                                                          | Antonín Bartoň                                                                              | Marcel Reymond                                                         |
| 15. März 1936      | Skispringen, Männer   | Internationale                                        | K106    | Sepp Bradl                                                                  | Gregor Höll                                                                                 | Rudolf Riegerz                                                         |
| 16. März 1938      | Skispringen, Männer   | Skiflug-Studien                                       | K106    | Sepp Bradl                                                                  | Hans Wiedemann                                                                              | Walter Delle Karth                                                     |
| 10. März 1940      | Skispringen, Männer   | Skiflug-Studien                                       | K120    | Gregor Höll                                                                 | Josef Bradl                                                                                 | Gustl Berauer                                                          |
| 2. März 1941       | Skispringen, Männer   | Skiflug-Studien                                       | K120    | Rudi Gering                                                                 | Paul Krauß                                                                                  | Hans Lahr                                                              |
| 24. März 1947      | Skispringen, Männer   | Skiflug-Studien                                       | K120    | Rudi Finžgar                                                                | Charles Blum                                                                                | Fritz Tschannen                                                        |
| 17. März 1948      | Skispringen, Männer   | Planica Skiflugwoche                                  | K120    | Fritz Tschannen                                                             | Hans Zurbriggen                                                                             | Charles Blum                                                           |
| 15.–17. März 1950  | Skispringen, Männer   | Planica Skiflugwoche                                  | K120    | Janez Polda                                                                 | Rudi Finžgar                                                                                | Sverre Kronvold                                                        |
| 19. März 1950      | Skispringen, Männer   | Ausstellung                                           | K120    | Rudi Finžgar                                                                | Slattsveen                                                                                  | Janez Polda                                                            |
| 13.–14. März 1954  | Skispringen, Männer   | Planica Skiflugwoche                                  | K120    | Ossi Laaksonen                                                              | Jack Alfredsen                                                                              | Hemmo Silvennoinen                                                     |
| 9.–10. März 1957   | Skispringen, Männer   | Planica Skiflugwoche                                  | K120    | Helmut Recknagel                                                            | Eino Kirjonen                                                                               | Pekka Tirkkonenn                                                       |
| 26.–27. März 1960  | Skispringen, Männer   | Planica Skiflugwoche                                  | K120    | Helmut Recknagel                                                            | Arne Larsen                                                                                 | Raimo Vitikainen                                                       |
| 22.–24. März 1963  | Skispringen, Männer   | Planica Skiflugwoche                                  | K120    | Dieter Bokeloh                                                              | Dietmar Klemm                                                                               | Veit Kührt                                                             |
| 25.–27. März 1966  | Skispringen, Männer   | Planica Skiflugwoche                                  | K120    | Jiří Raška                                                                  | Michail Weretennikow                                                                        | Dieter Neuendorf                                                       |
| 24. März 1968      | Skispringen, Männer   | 3. Janez-Polda-Memorial                               | K120    | Jiří Raška                                                                  | Josef Matouš                                                                                | Willi Schuster                                                         |
| 25. März 1973      | Skispringen, Männer   | 6. Janez-Polda-Memorial                               | K120    | Walter Steiner                                                              | Heinz Wosipiwo                                                                              | Josef Matouš                                                           |
| 12. April 1975     | Skispringen, Männer   | Kongsberg Cup                                         | K120    | Toni Innauer                                                                | Rudi Wanner                                                                                 | Janez Loštrek                                                          |
| 13. April 1975     | Skispringen, Männer   | 7. Janez-Polda-Memorial                               | K120    | Willi Pürstl                                                                | Bogdan Norčič                                                                               | Rudi Wanner                                                            |
| 20. März 1976      | Skispringen, Männer   | Kongsberg Cup                                         | K120    | Hans Wallner                                                                | Bogdan Norčič                                                                               | Peter Leitner                                                          |
| 21. März 1976      | Skispringen, Männer   | 8. Janez-Polda-Memorial                               | K120    | wetterbedingt unterbrochen und abgesagt                                     | wetterbedingt unterbrochen und abgesagt                                                     | wetterbedingt unterbrochen und abgesagt                                |
| 19. März 1978      | Skispringen, Männer   | 9. Janez-Polda-Memorial                               | K120    | Reinhold Bachler                                                            | Bogdan Norčič                                                                               | Marko Mlakar                                                           |
| 22. März 1980      | Skispringen, Männer   | Weltcup                                               | K120    | Hubert Neuper                                                               | Armin Kogler                                                                                | Hans Millonig                                                          |
| 22. März 1981      | Skispringen, Männer   | Weltcup                                               | K120    | Dag Holmen-Jensen                                                           | Armin Kogler                                                                                | Alfred Groyer                                                          |
| 28. März 1982      | Skispringen, Männer   | Weltcup                                               | K120    | Ole Bremseth                                                                | Hubert Neuper                                                                               | Massimo Rigoni                                                         |
| 27. März 1983      | Skispringen, Männer   | Weltcup                                               | K120    | Primož Ulaga                                                                | Horst Bulau                                                                                 | Richard Schallert                                                      |
| 25. März 1984      | Skispringen, Männer   | Weltcup                                               | K120    | Pavel Ploc                                                                  | Vegard Opaas                                                                                | Piotr Fijas                                                            |
| 23. März 1986      | Skispringen, Männer   | Weltcup                                               | K120    | Ernst Vettori                                                               | Andreas Felder                                                                              | Matti Nykänen                                                          |
| 10. Januar 1988    | Skispringen, Männer   | Europa Cup (Drei-Staaten-Tour)                        | K120    | Primož Ulaga                                                                | Vegard Opaas                                                                                | Werner Haim                                                            |
| 27. März 1988      | Skispringen, Männer   | Weltcup                                               | K120    | Primož Ulaga                                                                | Rajko Lotrič                                                                                | Didier Mollard                                                         |
| 27. März 1989      | Skispringen, Männer   | Weltcup                                               | K120    | Jens Weißflog                                                               | Kent Johanssen                                                                              | Andreas Felder                                                         |
| 14. Januar 1990    | Skispringen, Männer   | Europa Cup (Alpe-Adria-Tour)                          | K120    | Heinz Kuttin                                                                | Stephan Zünd                                                                                | Günther Stranner                                                       |
| 24. März 1990      | Skispringen, Männer   | Weltcup                                               | K120    | Roberto Cecon                                                               | Ari-Pekka Nikkola                                                                           | Jens Weißflog                                                          |
| 25. März 1990      | Skispringen, Männer   | Weltcup                                               | K120    | Ari-Pekka Nikkola                                                           | Dieter Thoma                                                                                | Primož Ulaga                                                           |
| 13. Januar 1991    | Skispringen, Männer   | Europa Cup (Alpe-Adria-Tour)                          | K120    | Franz Neuländtner                                                           | Bernt Espen Kolsrud                                                                         | Oliver Strohmaier                                                      |
| 24. März 1992      | Skispringen, Männer   | Weltcup                                               | K120    | ÖsterreichAndreas Felder Martin Höllwarth Werner Rathmayr Heinz Kuttin      | DeutschlandAndreas Scherer Christof Duffner Jens Weißflog Ralph Gebstedt                    | FinnlandAri-Pekka Nikkola Raimo Ylipulli Risto Laakkonen Toni Nieminen |
| 25. März 1992      | Skispringen, Männer   | Weltcup                                               | K120    | Andreas Felder                                                              | Heinz Kuttin                                                                                | Toni Nieminen                                                          |
| 27. März 1993      | Skispringen, Männer   | Weltcup                                               | K120    | JapanTakanobu Okabe Naoki Yasuzaki Masahiko Harada Noriaki Kasai            | NorwegenRoar Ljøkelsøy Bjørn Myrbakken Helge Brendryen Espen Bredesen                       | SlowenienRobert Meglič Matjaž Zupan Urban Franc Samo Gostiša           |
| 28. März 1993      | Skispringen, Männer   | Weltcup                                               | K120    | Espen Bredesen                                                              | Andreas Goldberger                                                                          | Christof Duffner                                                       |
| 12. Dezember 1993  | Skispringen, Männer   | Weltcup                                               | K120    | Jens Weißflog                                                               | Andreas Goldberger                                                                          | Espen Bredesen                                                         |
| 13. Februar 1994   | Skispringen, Männer   | Continental Cup (Alpe-Adria-Tour)                     | K120    | Andreas Beck                                                                | Clas Brede Bråthen                                                                          | Hein-Arne Mathiesen                                                    |
| 8. Januar 1995     | Skispringen, Männer   | Continental Cup                                       | K120    | Ronny Hornschuh                                                             | Sven Hannawald                                                                              | Didier Mollard                                                         |
| 9. Dezember 1995   | Skispringen, Männer   | Weltcup                                               | K120    | FinnlandJani Soininen Mika Laitinen Ari-Pekka Nikkola Janne Ahonen          | JapanJin’ya Nishikata Kenji Suda Hiroya Saitō Masahiko Harada                               | NorwegenEspen Bredesen Eirik Halvorsen Roar Ljøkelsøy Lasse Ottesen    |
| 10. Dezember 1995  | Skispringen, Männer   | Weltcup                                               | K120    | Mika Laitinen                                                               | Roar Ljøkelsøy                                                                              | Janne Ahonen                                                           |
| 16. März 1996      | Skispringen, Männer   | Continental Cup                                       | K120    | Sven Hannawald                                                              | Hansjörg Jäkle                                                                              | Frode Håre                                                             |
| 17. März 1996      | Skispringen, Männer   | Continental Cup                                       | K120    | Michael Kury                                                                | Hansjörg Jäkle                                                                              | Alexander Herr                                                         |
| 24. März 1996      | Skispringen, Männer   | Ausstellung                                           | K120    | Primož Peterka                                                              | Andreas Goldberger                                                                          | Samo Gostiša                                                           |
| 7. Februar 1998    | Skispringen, Männer   | Continental Cup                                       | K120    | Alexander Herr                                                              | Ingemar Mayr                                                                                | Ralph Gebstedt                                                         |
| 8. Februar 1998    | Skispringen, Männer   | Continental Cup                                       | K120    | Alexander Herr                                                              | Grega Lang                                                                                  | Matthias Wallner                                                       |
| 21. März 1998      | Skispringen, Männer   | Weltcup                                               | K120    | Kazuyoshi Funaki                                                            | Primož Peterka                                                                              | Hiroya Saitō                                                           |
| 22. März 1998      | Skispringen, Männer   | Weltcup                                               | K120    | Noriaki Kasai                                                               | Hiroya Saitō                                                                                | Martin Höllwarth                                                       |
| 20. Februar 1999   | Skispringen, Männer   | Continental Cup                                       | K120    | Wilhelm Brenna                                                              | Tore Sneli                                                                                  | Wilfried Eberharter                                                    |
| 21. Februar 1999   | Skispringen, Männer   | Continental Cup                                       | K120    | Wilhelm Brenna                                                              | Tore Sneli                                                                                  | Martin Koch                                                            |
| 12. Februar 2000   | Skispringen, Männer   | Continental Cup                                       | K130    | Reinhard Schwarzenberger                                                    | Tami Kiuru                                                                                  | Stefan Kaiser                                                          |
| 13. Februar 2000   | Skispringen, Männer   | Continental Cup                                       | K130    | Reinhard Schwarzenberger                                                    | Tami Kiuru                                                                                  | Kazuki Nishishita                                                      |
| 17. Februar 2001   | Skispringen, Männer   | Continental Cup                                       | K130    | ÖsterreichMarkus Eigentler Manuel Fettner Florian Liegl Martin Koch         | DeutschlandRoland Audenrieth Christof Duffner Hansjörg Jäkle Georg Späth                    | SlowenienMiha Rihtar Simon Podrebršek Gašper Čavlovič Primož Peterka   |
| 18. Februar 2001   | Skispringen, Männer   | Continental Cup                                       | K130    | Georg Späth                                                                 | Markus Eigentler                                                                            | Christof Duffner                                                       |
| 13. Oktober 2012   | Skispringen, Männer   | Slowenische Sommer- Meisterschaften (Wiedereröffnung) | HS139   | Jurij Tepeš                                                                 | Jaka Hvala                                                                                  | Matjaž Pungertar                                                       |
| 3. Februar 2013    | Skispringen, Männer   | Continental Cup                                       | HS139   | Stefan Kraft                                                                | Stefan Hula                                                                                 | Anže Semenič                                                           |
| 3. Februar 2013    | Skispringen, Männer   | Continental Cup                                       | HS139   | Stefan Hula                                                                 | Stefan Kraft                                                                                | Vegard Swensen                                                         |
| 16. Februar 2013   | Nordische Kombination | Continental Cup                                       | HS139   | Ole Martin Storlien                                                         | Pavel Churavý                                                                               | Johannes Firn                                                          |
| 17. Februar 2013   | Nordische Kombination | Continental Cup                                       | HS139   | Ole Martin Storlien                                                         | Pavel Churavý                                                                               | Mitja Oranič                                                           |
| 1. Februar 2014    | Skispringen, Männer   | Continental Cup                                       | HS139   | nach Brotterode verlegt                                                     | nach Brotterode verlegt                                                                     | nach Brotterode verlegt                                                |
| 2. Februar 2014    | Skispringen, Männer   | Continental Cup                                       | HS139   | abgebrochen                                                                 | abgebrochen                                                                                 | abgebrochen                                                            |
| 21. März 2014      | Skispringen, Männer   | Weltcup                                               | HS139   | Severin Freund                                                              | Anders Bardal                                                                               | Peter Prevc                                                            |
| 22. März 2014      | Skispringen, Frauen   | Weltcup                                               | HS139   | Sara Takanashi                                                              | Yūki Itō                                                                                    | Julia Clair                                                            |
| 22. März 2014      | Skispringen, Männer   | Weltcup                                               | HS139   | ÖsterreichStefan Kraft Andreas Kofler Thomas Diethart Gregor Schlierenzauer | PolenMaciej Kot Piotr Żyła Klemens Murańka Kamil Stoch                                      | NorwegenAndreas Stjernen Tom Hilde Anders Fannemel Anders Bardal       |
| 23. März 2014      | Skispringen, Männer   | Weltcup                                               | HS139   | Peter Prevc                                                                 | Severin Freund                                                                              | Anders Bardal                                                          |
| 24. Januar 2015    | Nordische Kombination | Continental Cup                                       | HS139   | Tobias Simon                                                                | Sindre Ure Søtvik                                                                           | Ole Martin Storlien                                                    |
| 24. Januar 2015    | Skispringen, Männer   | Continental Cup                                       | HS139   | Anže Lanišek                                                                | Tomaž Naglič                                                                                | Joacim Ødegård Bjøreng                                                 |
| 25. Januar 2015    | Nordische Kombination | Continental Cup                                       | HS139   | Sindre Ure Søtvik                                                           | Lukas Greiderer                                                                             | Truls Sønstehagen Johansen                                             |
| 25. Januar 2015    | Skispringen, Männer   | Continental Cup                                       | HS139   | Klemens Murańka                                                             | Jaka Hvala                                                                                  | Andraž Pograjc                                                         |
| 6. Februar 2016    | Nordische Kombination | Continental Cup                                       | HS139   | Lukas Greiderer                                                             | Vinzenz Geiger                                                                              | Tobias Haug                                                            |
| 6.–7. Februar 2016 | Nordische Kombination | Continental Cup                                       | HS139   | Bernhard Flaschberger                                                       | Tobias Haug                                                                                 | Lukas Greiderer                                                        |
| 6. Februar 2016    | Skispringen, Männer   | Continental Cup                                       | HS139   | Philipp Aschenwald                                                          | Anže Semenič                                                                                | Tomaž Naglič                                                           |
| 7. Februar 2016    | Skispringen, Männer   | Continental Cup                                       | HS139   | Philipp Aschenwald                                                          | Markus Eisenbichler                                                                         | Clemens Aigner                                                         |
| 18. Februar 2017   | Nordische Kombination | Continental Cup                                       | HS139   | Lukas Klapfer                                                               | Terence Weber                                                                               | David Welde                                                            |
| 18. Februar 2017   | Skispringen, Männer   | Continental Cup                                       | HS139   | Bor Pavlovčič                                                               | Joakim Aune                                                                                 | Viktor Polášek                                                         |
| 19. Februar 2017   | Nordische Kombination | Continental Cup                                       | HS139   | Lukas Klapfer                                                               | Terence Weber                                                                               | Harald Johnas Riiber                                                   |
| 19. Februar 2017   | Skispringen, Männer   | Continental Cup                                       | HS139   | Tilen Bartol                                                                | Bor Pavlovčič                                                                               | Constantin Schmid                                                      |
| 30. September 2017 | Nordische Kombination | Grand Prix                                            | HS139   | Magnus Moan                                                                 | Espen Andersen                                                                              | Jan Schmid                                                             |
| 1. Oktober 2017    | Nordische Kombination | Grand Prix                                            | HS139   | Magnus Moan                                                                 | Jarl Magnus Riiber                                                                          | Martin Fritz                                                           |
| 3. Februar 2018    | Nordische Kombination | Continental Cup                                       | HS138   | Bryan Fletcher                                                              | Taylor Fletcher                                                                             | Martin Fritz                                                           |
| 3. Februar 2018    | Skispringen, Männer   | Continental Cup                                       | HS138   | Anže Lanišek                                                                | Philipp Aschenwald                                                                          | Pius Paschke                                                           |
| 4. Februar 2018    | Skispringen, Männer   | Continental Cup                                       | HS138   | Anže Lanišek                                                                | Jurij Tepeš                                                                                 | Philipp Aschenwald                                                     |
| 4. Februar 2018    | Nordische Kombination | Continental Cup                                       | HS138   | Bryan Fletcher                                                              | Martin Fritz                                                                                | Taylor Fletcher                                                        |
| 22. September 2018 | Nordische Kombination | Grand Prix                                            | HS138   | Mario Seidl                                                                 | Martin Fritz                                                                                | Maxime Laheurte                                                        |
| 23. September 2018 | Nordische Kombination | Grand Prix                                            | HS138   | Mario Seidl                                                                 | Espen Bjørnstad                                                                             | Aguri Shimizu                                                          |
| 26. Januar 2019    | Nordische Kombination | Continental Cup                                       | HS138   | Leif Torbjørn Næsvold                                                       | Lars Ivar Skårset                                                                           | Thomas Jöbstl                                                          |
| 26. Januar 2019    | Skispringen, Männer   | Continental Cup                                       | HS138   | Bor Pavlovčič                                                               | Andreas Granerud Buskum                                                                     | Jurij Tepeš                                                            |
| 27. Januar 2019    | Nordische Kombination | Continental Cup                                       | HS138   | Paul Gerstgraser                                                            | Thomas Jöbstl                                                                               | Harald Johnas Riiber                                                   |
| 27. Januar 2019    | Skispringen, Männer   | Continental Cup                                       | HS138   | Martin Hamann                                                               | Bor Pavlovčič                                                                               | Andreas Granerud Buskum                                                |
| 7. September 2019  | Nordische Kombination | Grand Prix                                            | HS138   | Jarl Magnus Riiber                                                          | Franz-Josef Rehrl                                                                           | Bernhard Gruber                                                        |
| 8. September 2019  | Nordische Kombination | Grand Prix                                            | HS138   | Jarl Magnus Riiber                                                          | Antoine Gérard                                                                              | Jens Lurås Oftebro                                                     |
| 1. Februar 2020    | Nordische Kombination | Continental Cup                                       | HS138   | Lars Ivar Skårset                                                           | Jakob Lange                                                                                 | Paul Gerstgraser                                                       |
| 1. Februar 2020    | Skispringen, Männer   | Continental Cup                                       | HS138   | Stefan Huber                                                                | Anže Semenič                                                                                | Žiga Jelar                                                             |
| 2. Februar 2020    | Nordische Kombination | Continental Cup                                       | HS138   | Lars Ivar Skårset                                                           | Jakob Lange                                                                                 | Simen Tiller                                                           |
| 2. Februar 2020    | Skispringen, Männer   | Continental Cup                                       | HS138   | Anže Semenič                                                                | Žiga Jelar                                                                                  | Anders Håre                                                            |
| 9. Januar 2021     | Skispringen, Männer   | Continental Cup                                       | HS138   | abgebrochen                                                                 | abgebrochen                                                                                 | abgebrochen                                                            |
| 10. Januar 2021    | Skispringen, Männer   | Continental Cup                                       | HS138   | abgebrochen                                                                 | abgebrochen                                                                                 | abgebrochen                                                            |
| 26. Februar 2022   | Skispringen, Männer   | Continental Cup                                       | HS138   | Michael Hayböck                                                             | Domen Prevc Jakub Wolny                                                                     |                                                                        |
| 27. Februar 2022   | Skispringen, Männer   | Continental Cup                                       | HS138   | Joacim Ødegård Bjøreng                                                      | Domen Prevc                                                                                 | Benjamin Østvold                                                       |
| 1. März 2023       | Skispringen, Frauen   | Skiweltmeisterschaften                                | HS138   | Alexandria Loutitt                                                          | Maren Lundby                                                                                | Katharina Althaus                                                      |
| 3. März 2023       | Skispringen, Männer   | Skiweltmeisterschaften                                | HS138   | Timi Zajc                                                                   | Ryōyū Kobayashi                                                                             | Dawid Kubacki                                                          |
| 4. März 2023       | Skispringen, Männer   | Skiweltmeisterschaften                                | HS138   | SlowenienLovro Kos Žiga Jelar Timi Zajc Anže Lanišek                        | NorwegenJohann André Forfang Kristoffer Eriksen Sundal Marius Lindvik Halvor Egner Granerud | ÖsterreichDaniel Tschofenig Michael Hayböck Jan Hörl Stefan Kraft      |
| 2. März 2024       | Skispringen, Männer   | Continental Cup                                       | HS138   | Clemens Aigner                                                              | Jonas Schuster                                                                              | Hannes Landerer                                                        |
| 3. März 2024       | Skispringen, Männer   | Continental Cup                                       | HS138   | Clemens Aigner                                                              | Maximilian Ortner                                                                           | Jonas Schuster                                                         |

### Normalschanze (HS102)
| Datum              | Sportart              | Kategorie              | Schanze | 1. Platz                                                                  | 2. Platz                                                                                 | 3. Platz                                                                       |
| ------------------ | --------------------- | ---------------------- | ------- | ------------------------------------------------------------------------- | ---------------------------------------------------------------------------------------- | ------------------------------------------------------------------------------ |
| 12. Januar 2013    | Skispringen, Männer   | Alpencup               | HS104   | Matic Benedik                                                             | Patrick Streitler                                                                        | Pascal Kälin                                                                   |
| 13. Januar 2013    | Skispringen, Männer   | Alpencup               | HS104   | Cene Prevc                                                                | Matic Benedik                                                                            | Philipp Aschenwald Florian Gugg                                                |
| 25. Januar 2014    | Skispringen, Frauen   | Weltcup                | HS104   | Daniela Iraschko-Stolz                                                    | Sara Takanashi                                                                           | Carina Vogt                                                                    |
| 26. Januar 2014    | Skispringen, Frauen   | Weltcup                | HS104   | Daniela Iraschko-Stolz                                                    | Sara Takanashi                                                                           | Carina Vogt                                                                    |
| 13. September 2014 | Skispringen, Männer   | FIS Cup                | HS104   | Sebastian Colloredo                                                       | Anže Semenič                                                                             | Ernest Prišlič                                                                 |
| 14. September 2014 | Skispringen, Männer   | FIS Cup                | HS104   | Nicholas Alexander                                                        | Anže Semenič                                                                             | Stefan Huber                                                                   |
| 13. Februar 2016   | Nordische Kombination | Alpencup               | HS104   | Mika Vermeulen                                                            | David Aigner                                                                             | Laurent Muhlethaler                                                            |
| 13. Februar 2016   | Skispringen, Männer   | Alpencup               | HS104   | Janni Reisenauer                                                          | Alex Insam                                                                               | Rok Tarman                                                                     |
| 14. Februar 2016   | Nordische Kombination | Alpencup               | HS104   | Laurent Muhlethaler                                                       | Simon Hüttel                                                                             | Mika Vermeulen                                                                 |
| 14. Februar 2016   | Skispringen, Männer   | Alpencup               | HS104   | Janni Reisenauer                                                          | Alex Insam                                                                               | Rok Tarman                                                                     |
| 5. März 2016       | Skispringen, Männer   | FIS Cup                | HS104   | Miha Kveder                                                               | Mitja Mežnar                                                                             | Sabyrschan Muminow                                                             |
| 6. März 2016       | Skispringen, Männer   | FIS Cup                | HS104   | Danny Queck                                                               | Anže Lavtižar                                                                            | Žiga Jelar Cene Prevc                                                          |
| 20. Januar 2018    | Skispringen, Frauen   | Continental Cup        | HS102   | Daniela Iraschko-Stolz                                                    | Alexandra Baranzewa                                                                      | Jerneja Brecl                                                                  |
| 20. Januar 2018    | Skispringen, Männer   | FIS Cup                | HS102   | Markus Schiffner                                                          | Žak Mogel                                                                                | Janni Reisenauer                                                               |
| 21. Januar 2018    | Skispringen, Frauen   | Continental Cup        | HS102   | Daniela Iraschko-Stolz                                                    | Alexandra Baranzewa                                                                      | Jerneja Brecl                                                                  |
| 21. Januar 2018    | Skispringen, Männer   | FIS Cup                | HS102   | Dominik Mayländer                                                         | Thomas Hofer                                                                             | Maximilian Steiner                                                             |
| 19. Januar 2019    | Skispringen, Frauen   | Continental Cup        | HS102   | Jerneja Brecl                                                             | Katra Komar                                                                              | Sophie Sorschag                                                                |
| 19. Januar 2019    | Skispringen, Männer   | FIS Cup                | HS102   | Cene Prevc                                                                | Stefan Huber                                                                             | Jaka Hvala                                                                     |
| 20. Januar 2019    | Skispringen, Frauen   | Continental Cup        | HS102   | Jerneja Brecl                                                             | Kamila Karpiel                                                                           | Katra Komar                                                                    |
| 20. Januar 2019    | Skispringen, Männer   | FIS Cup                | HS102   | Cene Prevc                                                                | Jaka Hvala                                                                               | Vojtěch Štursa                                                                 |
| 7. Februar 2020    | Skispringen, Junioren | Alpencup               | HS102   | Jernej Presečnik                                                          | Jan Bombek                                                                               | Markus Müller                                                                  |
| 8. Februar 2020    | Nordische Kombination | Alpencup               | HS102   | Fabio Obermeyr                                                            | Domenico Mariotti                                                                        | Ožbej Jelen                                                                    |
| 8. Februar 2020    | Skispringen, Junioren | Alpencup               | HS102   | Jernej Presečnik                                                          | Jan Bombek                                                                               | Gorazd Završnik                                                                |
| 9. Februar 2020    | Nordische Kombination | Alpencup               | HS102   | Ožbej Jelen                                                               | Domenico Mariotti                                                                        | Fabian Hafner                                                                  |
| 22. Januar 2022    | Nordische Kombination | Weltcup                | HS102   | aufgrund der COVID-19-Pandemie abgesagt (Männer)                          | aufgrund der COVID-19-Pandemie abgesagt (Männer)                                         | aufgrund der COVID-19-Pandemie abgesagt (Männer)                               |
| 23. Januar 2022    | Nordische Kombination | Weltcup                | HS102   | aufgrund der COVID-19-Pandemie abgesagt (Frauen)                          | aufgrund der COVID-19-Pandemie abgesagt (Frauen)                                         | aufgrund der COVID-19-Pandemie abgesagt (Frauen)                               |
| 23. Januar 2022    | Nordische Kombination | Weltcup                | HS102   | aufgrund der COVID-19-Pandemie abgesagt (Männer)                          | aufgrund der COVID-19-Pandemie abgesagt (Männer)                                         | aufgrund der COVID-19-Pandemie abgesagt (Männer)                               |
| 23. Februar 2023   | Skispringen, Frauen   | Skiweltmeisterschaften | HS102   | Katharina Althaus                                                         | Eva Pinkelnig                                                                            | Anna Odine Strøm                                                               |
| 25. Februar 2023   | Skispringen, Frauen   | Skiweltmeisterschaften | HS102   | DeutschlandAnna Rupprecht Luisa Görlich Selina Freitag Katharina Althaus  | ÖsterreichChiara Kreuzer Julia Mühlbacher Jacqueline Seifriedsberger Eva Pinkelnig       | NorwegenMaren Lundby Eirin Maria Kvandal Thea Minyan Bjørseth Anna Odine Strøm |
| 25. Februar 2023   | Skispringen, Männer   | Skiweltmeisterschaften | HS102   | Piotr Żyła                                                                | Andreas Wellinger                                                                        | Karl Geiger                                                                    |
| 26. Februar 2023   | Skispringen, Mixed    | Skiweltmeisterschaften | HS102   | DeutschlandSelina Freitag Karl Geiger Katharina Althaus Andreas Wellinger | NorwegenAnna Odine Strøm Johann André Forfang Thea Minyan Bjørseth Halvor Egner Granerud | SlowenienNika Križnar Timi Zajc Ema Klinec Anže Lanišek                        |
| 21. März 2024      | Skispringen, Frauen   | Weltcup                | HS102   | Eva Pinkelnig                                                             | Alexandria Loutitt                                                                       | Nika Prevc                                                                     |